# Robin Thicke
Robin Alan Thicke [achternaam: /θɪk/] (Los Angeles, 10 maart 1977) is een Amerikaans r&b- en soulzanger, -songwriter, muzikant, componist en acteur.

## Biografie

### Beginjaren
Robin Charles Thicke is de zoon van Gloria Loring en Alan Thicke (bekend van zijn rol in de televisieserie Growing Pains).  Zijn muziekstijl wordt vergeleken met soulzangers zoals  Marvin Gaye en Stevie Wonder. Op zijn dertiende heeft Thicke een gastrol bij een aantal afleveringen van verschillende televisieseries, zoals The Wonder Years en Growing Pains. Op zijn zestiende besluit hij muziek te gaan maken. Thicke is bevriend met de oprichter van Uptown Records, Andre Harrell, en krijgt meteen een contract met "Nu America Records", een onderdeel van Interscope Records.

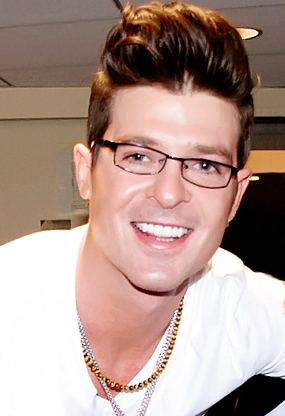
Robin Thicke (2012)

Thicke schrijft en produceert nummers voor Jordan Knight, Christina Aguilera, Mýa, Brandy, Michael Jackson, Marc Anthony, 50 Cent en andere popartiesten. In 2005 wint hij zijn eerste Grammy Award voor zijn medewerking aan het album Confessions van Usher.

### 2002–2004: Vroeg commercieel succes
In 2000 gaat Thicke aan het werk met materiaal voor zijn debuutalbum, Cherry Blue Skies. Het album is meer gericht op blue-eyed soul (blanke soul) dan de andere popartiesten uit die tijd.
In 2002 brengt Thicke zijn eerste single uit, getiteld When I get you alone. De track heeft samples van Walter Murphy's "Een vijfde van Beethoven", dat weer samples bevat van Beethovens Symfonie nr. 5. De videoclip van dit lied toont een ongeschoren Thicke, met lang haar als koerier die racet door de straten van Manhattan op een fiets. Dit nummer wordt vaak gedraaid op MTV2 en de Amerikaanse urbanzender BET. Wereldwijd wordt When I get you alone ook een succes in de top 20 in Australië, België en Italië, en het bereikt de top tien van de singlehitlijst van Nieuw-Zeeland en Nederland.
Het succes wordt groter als Thicke de titel van zijn debuutalbum verandert in A beautiful world. Ondanks het uitbrengen van de tweede single, Brand New Jones, krijgt het album weinig promotie en komt het niet hoger op de Billboard 200 dan nummer 152. Uiteindelijk worden er ongeveer 63.000 exemplaren verkocht. Desondanks wordt het album vaak positief vergeleken door recensenten met de muziekstijl van Jamiroquai en Lenny Kravitz. Tot 2005 treedt hij enkel onder zijn achternaam Thicke op.

### 2005–2007:The evolution of Robin Thicke
In 2005 treedt Thicke op als gast op de remix van Will Smiths internationale hit Switch. Na een contract te hebben getekend bij het The Neptunes-label Star Trak begint hij te werken aan zijn tweede album, The Evolution of Robin Thicke. Zijn eerste single, Wanna love u girl, met producer Pharrell doet het erg goed op de urbanradiozenders in Engeland. Voor de video verandert Thicke zijn uiterlijk door zijn kenmerkende lange haren af te knippen. In 2006 komt er een remixversie uit van dit lied en wordt het gefilmd met rapper Busta Rhymes.
Bijna een jaar na de verschijning van de single komt een album uit getiteld The evolution of Robin Thicke met gastoptredens van Lil Wayne en Faith Evans en Pharrell. Om het album te promoten toert Thicke met India.Arie en opent hij eind 2006 de shows van John Legend.
Zijn tweede single, de ballade Lost without u, wordt na een optreden bij Oprah Winfrey een hit. Deze single bereikt nummer 12 in de Billboard Hot 100 en nummer 1 in de Billboard Hot R&B/Hip-Hop Songs. Thicke was de eerste blanke artiest sinds George Michael die zo hoog in deze lijst wist te komen. Met meer dan 1,3 miljoen verkochte exemplaren na de verschijning van een luxe-editie (met drie nieuwe bonusnummers) op 13 februari 2007, wordt The evolution of Robin Thicke een commercieel succes in de Verenigde Staten. In de video van Brand New Jones en Lost without you is Thicke te zien met zijn vrouw, actrice Paula Patton, met wie hij in 2005 getrouwd is.
In maart 2007 behaalt de cd The evolution of Robin Thicke de platina status. De single Can u believe behaalt de achttiende positie in de Billboard Hot R&B/Hip-Hop-lijst en wordt nummer één in de Billboard Hot 100.

### 2008–2013:Something else

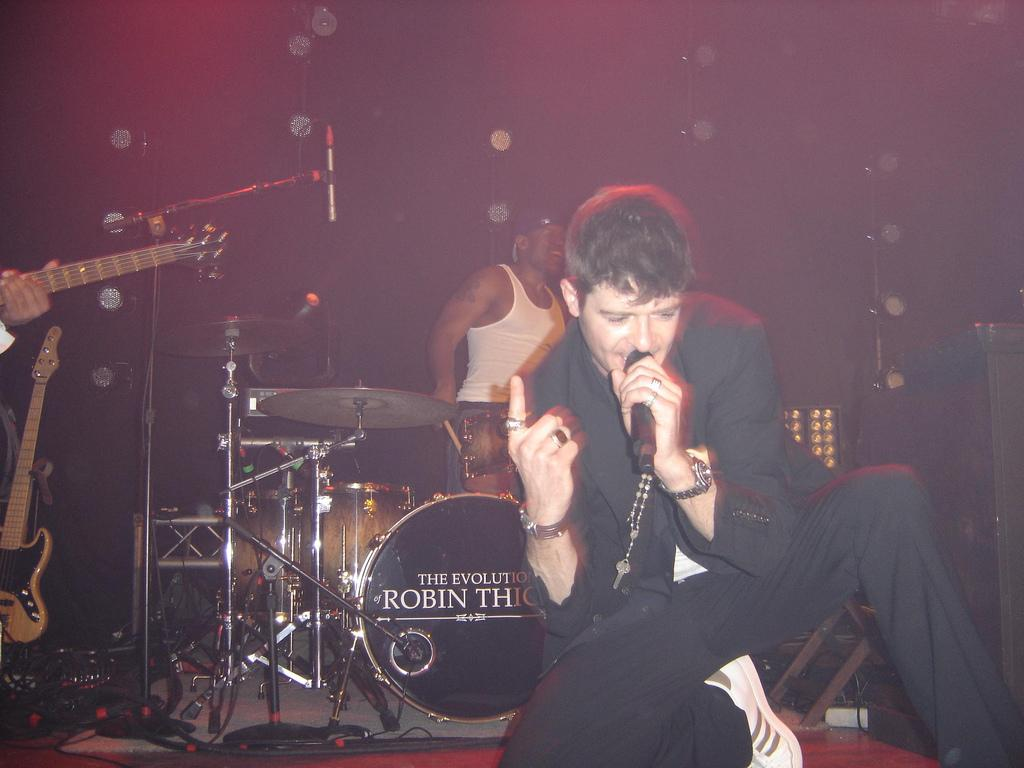
Robin Thicke Live

Thicke brengt zijn derde soloalbum Something else uit op 30 september 2008. De single Magic is al eerder uitgebracht in Amerika en wordt ook in Europa als eerste single van dit album uitgebracht. Een remix van Magic, geproduceerd door Michael Brian uit New York, wordt meer dan een miljoen keer gedownload. Het is echter nooit als een officieel single uitgebracht. Op 28 september 2007 treedt Thicke op in Tivoli in Utrecht en op 30 september 2007 staat hij in Paradiso. Op 5 november 2008 staat hij wederom op een Nederlands podium, dit keer in de Melkweg The Max te Amsterdam.
In 2010 werkt Thicke mee aan de muziek van de film Despicable Me en in 2013 neemt hij deel aan de Europese toer van Maroon 5.

### 2013-heden:Blurred lines
In 2013 brengt Thicke samen met T.I. en Pharrell Williams het nummer Blurred Lines uit, afkomstig van zijn gelijknamige zesde album. De single groeit wereldwijd uit tot een enorme hit die in meer dan 25 landen de nummer 1-positie bereikt, waaronder in de Verenigde Staten, het Verenigd Koninkrijk, Zuid-Afrika, Brazilië, Duitsland, Frankrijk, Vlaanderen en Nederland. In de Nederlandse Top 40 staat het nummer 11 weken op de eerste plaats en wordt het de grootste hit van 2013.

## Discografie

### Albums
| Album met eventuele hitnotering(en) in de Nederlandse Album Top 100 | Datum van verschijnen | Datum van binnenkomst | Hoogste positie | Aantal weken | Opmerkingen |
| ------------------------------------------------------------------- | --------------------- | --------------------- | --------------- | ------------ | ----------- |
| A Beautiful World                                                   | 2003                  | 19-07-2003            | 36              | 8            | als Thicke  |
| The Evolution of Robin Thicke                                       | 2006                  | 23-06-2007            | 60              | 10           |             |
| Something Else                                                      | 26-09-2008            | 04-10-2008            | 25              | 9            |             |
| Sex Therapy: The Experience                                         | 18-12-2009            | -                     |                 |              |             |
| Love after War                                                      | 10-02-2012            | -                     |                 |              |             |
| Blurred Lines                                                       | 2013                  | 20-07-2013            | 3               | 15           |             |
| Paula                                                               | 2014                  | 19-07-2014            | 88              | 1            |             |

| Album met hitnotering(en) in de Vlaamse Ultratop 200 albums | Datum van verschijnen | Datum van binnenkomst | Hoogste positie | Aantal weken | Opmerkingen |
| ----------------------------------------------------------- | --------------------- | --------------------- | --------------- | ------------ | ----------- |
| Blurred Lines                                               | 2013                  | 20-07-2013            | 19              | 17           |             |

### Singles
| Single met eventuele hitnotering(en) in de Nederlandse Top 40 | Datum van verschijnen | Datum van binnenkomst | Hoogste positie | Aantal weken | Opmerkingen                                                                            |
| ------------------------------------------------------------- | --------------------- | --------------------- | --------------- | ------------ | -------------------------------------------------------------------------------------- |
| When I Get You Alone                                          | 27-08-2002            | 24-05-2003            | 3               | 12           | als Thicke / Nr. 5 in de Mega Top 50 / B2B Top 100 / Alarmschijf                       |
| Brand New Jones                                               | 2003                  | 11-10-2003            | tip19           | -            | als Thicke                                                                             |
| Follow My Lead                                                | 2007                  | 24-11-2007            | tip11           | -            | met 50 Cent                                                                            |
| Magic                                                         | 09-08-2008            | 06-09-2008            | 28              | 5            | Nr. 33 in de Single Top 100                                                            |
| Blurred Lines                                                 | 26-03-2013            | 13-04-2013            | 1(11wk)         | 29           | met T.I. & Pharrell / Nr. 1 in de Single Top 100 / Alarmschijf / Hit van het jaar 2013 |
| Give It 2 U                                                   | 02-07-2013            | 14-09-2013            | tip2            | -            | met Kendrick Lamar                                                                     |
| I Don't Like It, I Love It                                    | 2015                  | 02-05-2015            | 18              | 17           | met Flo Rida & Verdine White / Nr. 19 in de Single Top 100 / Alarmschijf               |
| Back Together                                                 | 2015                  | 22-08-2015            | tip12           | -            | met Nicki Minaj                                                                        |
| One Shot                                                      | 2016                  | 19-11-2016            | tip22           | -            | met Juicy J                                                                            |

| Single met hitnotering(en) in de Vlaamse Ultratop 50 | Datum van verschijnen | Datum van binnenkomst | Hoogste positie | Aantal weken | Opmerkingen                                      |
| ---------------------------------------------------- | --------------------- | --------------------- | --------------- | ------------ | ------------------------------------------------ |
| When I Get You Alone                                 | 2003                  | 17-05-2003            | 15              | 10           | als Thicke / Nr. 10 in de Radio 2 Top 30         |
| Magic                                                | 2008                  | 13-09-2008            | tip4            | -            |                                                  |
| Blurred Lines                                        | 2013                  | 20-04-2013            | 1(3wk)          | 34           | met T.I. & Pharrell / Nr. 1 in de Radio 2 Top 30 |
| Give It 2 U                                          | 2013                  | 17-08-2013            | tip10           | -            | met Kendrick Lamar                               |
| Feel Good                                            | 2013                  | 16-11-2013            | tip45           | -            |                                                  |
| Calling All Hearts                                   | 2014                  | 05-04-2014            | tip6            |              | met DJ Cassidy & Jessie J                        |
| I Don't Like It, I Love It                           | 2015                  | 13-06-2015            | 22              | 9            | met Flo Rida & Verdine White                     |
| Back Together                                        | 2015                  | 22-08-2015            | tip14           | -            | met Nicki Minaj                                  |

### NPO Radio 2 Top 2000
| Nummer met noteringen in de NPO Radio 2 Top 2000 | '13 | '14 | '15 | '16  | '17 | '18  | '19  | '20  |
| ------------------------------------------------ | --- | --- | --- | ---- | --- | ---- | ---- | ---- |
| Blurred Lines (met T.I. & Pharrell Williams)     | 571 | 674 | 997 | 1543 | -   | 1786 | 1894 | 1972 |

1. ↑  Een '-' betekent dat het nummer niet was genoteerd en een vetgedrukt getal geeft de hoogste notering aan.
2. ↑  2013 was het eerste jaar met een notering voor dit nummer.
3. ↑  Deze tabel is bijgewerkt tot en met de laatste editie (2024).

## Onderscheidingen en nominaties
| Jaar                   | Categorie                 | Opname                                                 | Resultaat   |            |
| BET Awards             | BET Awards                | BET Awards                                             | BET Awards  | BET Awards |
| ---------------------- | ------------------------- | ------------------------------------------------------ | ----------- | ---------- |
| 2007                   | Best Male R&B Artist      | N/A                                                    | Genomineerd |            |
| 2007                   | Viewers' Choice Award     | "Lost without U"                                       | Genomineerd |            |
| Soul Train Awards      |                           |                                                        |             |            |
| 2007                   | Best R&B/Soul Album, Male | The evolution of Robin Thicke                          | Genomineerd |            |
| MTV Video Music Awards |                           |                                                        |             |            |
| 2007                   | Male Artist of the Year   | "Can U believe", "Lost without U", "Wanna love U girl" | Genomineerd |            |
| MOBO Awards            |                           |                                                        |             |            |
| 2007                   | Best Song                 | "Lost without U"                                       | Genomineerd |            |